# Dekanat prużański (eparchia brzeska i kobryńska)
Dekanat prużański – jeden z dziewięciu dekanatów wchodzących w skład eparchii brzeskiej i kobryńskiej Egzarchatu Białoruskiego Patriarchatu Moskiewskiego.

## Parafie w dekanacie
- Parafia św. Aleksandra Newskiego w Bliznej
  - Cerkiew św. Aleksandra Newskiego w Bliznej
- Parafia Ikony Matki Bożej „Pomnożycielka Chlebów” w Chorewie
  - Cerkiew Ikony Matki Bożej „Pomnożycielka Chlebów” w Chorewie
- Parafia Opieki Matki Bożej w Horodecznie
  - Cerkiew Opieki Matki Bożej w Horodecznie
  - Kaplica św. Aleksandra Newskiego w Poddubnie
- Parafia św. Sergiusza z Radoneża w Klepaczach
  - Cerkiew św. Sergiusza z Radoneża w Klepaczach
- Parafia Narodzenia Najświętszej Maryi Panny w Łyskowie
  - Cerkiew Narodzenia Najświętszej Maryi Panny w Łyskowie
  - Cerkiew szpitalna św. Męczennika Charłampa w Mohylowcach
- Parafia Świętych Apostołów Piotra i Pawła w Mokrem
  - Cerkiew Świętych Apostołów Piotra i Pawła w Mokrem
- Parafia Kazańskiej Ikony Matki Bożej w Murawie
  - Cerkiew Kazańskiej Ikony Matki Bożej w Murawie
  - Cerkiew Świętych Wiary, Nadziei, Miłości i ich matki Zofii w Kletnie
  - Kaplica św. Mikołaja Cudotwórcy w Radecku
- Parafia Ikony Matki Bożej „Nieoczekiwana Radość” w Nowych Zasimowiczach
  - Cerkiew Ikony Matki Bożej „Nieoczekiwana Radość” w Nowych Zasimowiczach
- Parafia Podwyższenia Krzyża Pańskiego w Orańczycach
  - Cerkiew Podwyższenia Krzyża Pańskiego w Orańczycach
- Parafia Przemienienia Pańskiego w Prużanie
  - Cerkiew Przemienienia Pańskiego w Prużanie
  - Kaplica św. Mikołaja Cudotwórcy w Prużanie
- Parafia św. Aleksandra Newskiego w Prużanie
  - Cerkiew św. Aleksandra Newskiego w Prużanie
- Parafia św. Mikołaja Cudotwórcy w Prużanie
  - Cerkiew św. Mikołaja Cudotwórcy w Prużanie
- Parafia Świętych Apostołów Piotra i Pawła w Różanie
  - Cerkiew Świętych Apostołów Piotra i Pawła w Różanie
- Parafia Opieki Matki Bożej w Rudnikach
  - Cerkiew Opieki Matki Bożej w Rudnikach
- Parafia św. Mikołaja Cudotwórcy w Smolanicy
  - Cerkiew św. Mikołaja Cudotwórcy w Smolanicy
- Parafia Podwyższenia Krzyża Pańskiego w Suchopolu
  - Cerkiew Podwyższenia Krzyża Pańskiego w Suchopolu
  - Kaplica św. Aleksandra Newskiego w Krynicy
  - Kaplica św. Jerzego w Rowbicku
- Parafia Ikony Matki Bożej „Pocieszycielka Grzesznych” w Szczerczowie
  - Cerkiew Ikony Matki Bożej „Pocieszycielka Grzesznych” w Szczerczowie
- Parafia św. Mikołaja Cudotwórcy w Szereszowie
  - Cerkiew św. Mikołaja Cudotwórcy w Szereszowie
  - Cerkiew św. Anny w Jałowie
  - Kaplica Narodzenia Matki Bożej w Szereszowie
  - Kaplica Świętych Apostołów Piotra i Pawła w Szereszowie
- Parafia św. Mikołaja Cudotwórcy w Wieżnem
  - Cerkiew św. Mikołaja Cudotwórcy w Wieżnem
- Parafia św. Włodzimierza Wielkiego w Woroniłowiczach
  - Cerkiew św. Włodzimierza Wielkiego w Woroniłowiczach
- Parafia św. Mikołaja Cudotwórcy w Zasimowiczach
  - Cerkiew św. Mikołaja Cudotwórcy w Zasimowiczach
- Parafia Podwyższenia Krzyża Pańskiego w Zelzinie
  - Cerkiew Podwyższenia Krzyża Pańskiego w Zelzinie
  - Kaplica Świętych Męczenników Wileńskich Antoniego, Jana i Eustachego w Zelzinie

## Galeria

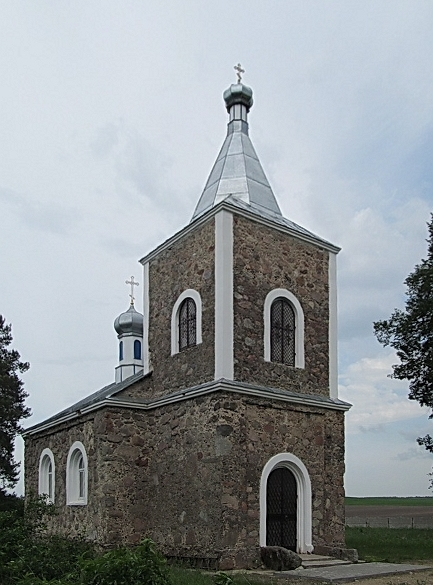
Cerkiew św. Aleksandra Newskiego w Bliznej
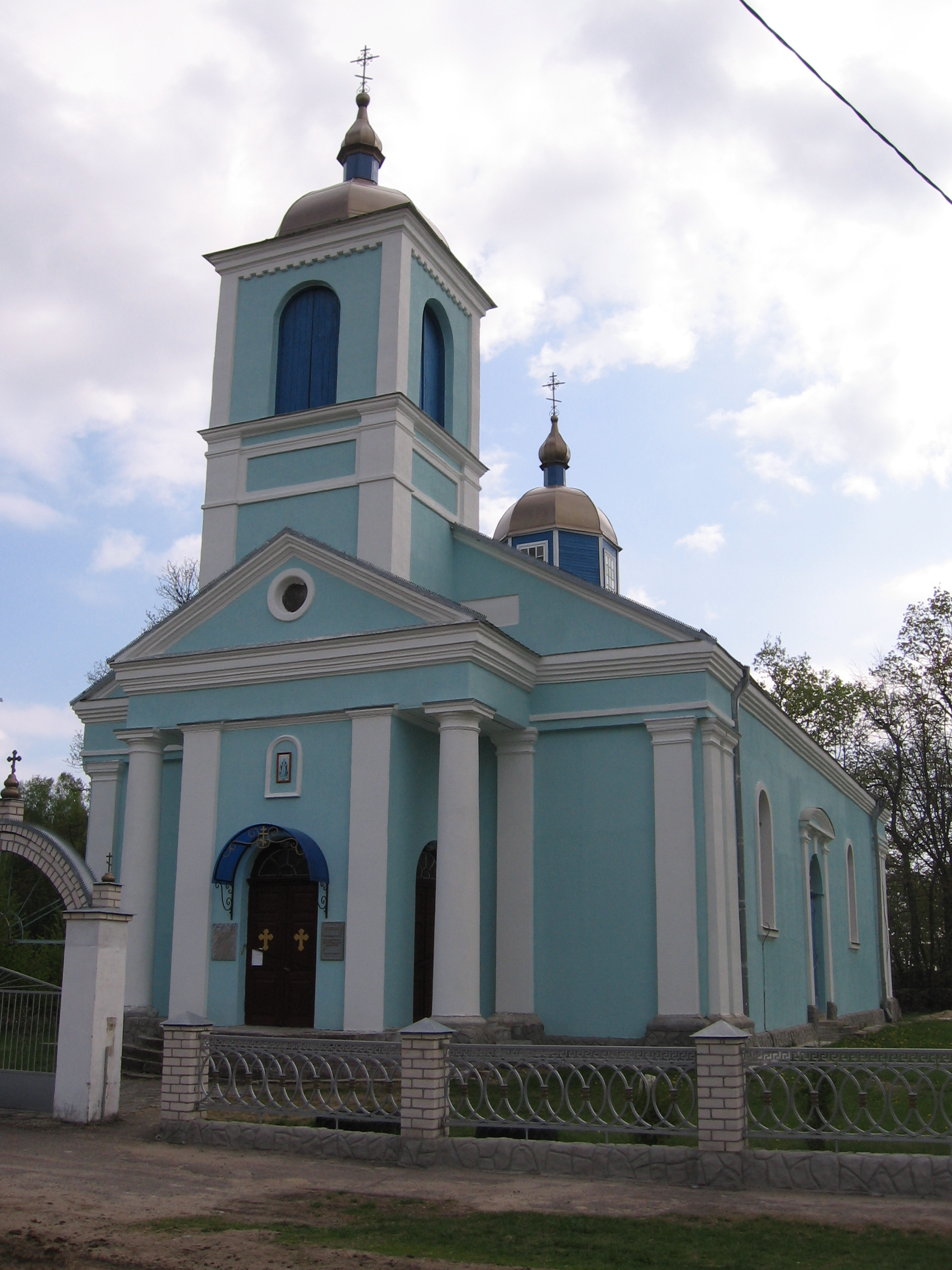
Cerkiew Opieki Matki Bożej w Horodecznie
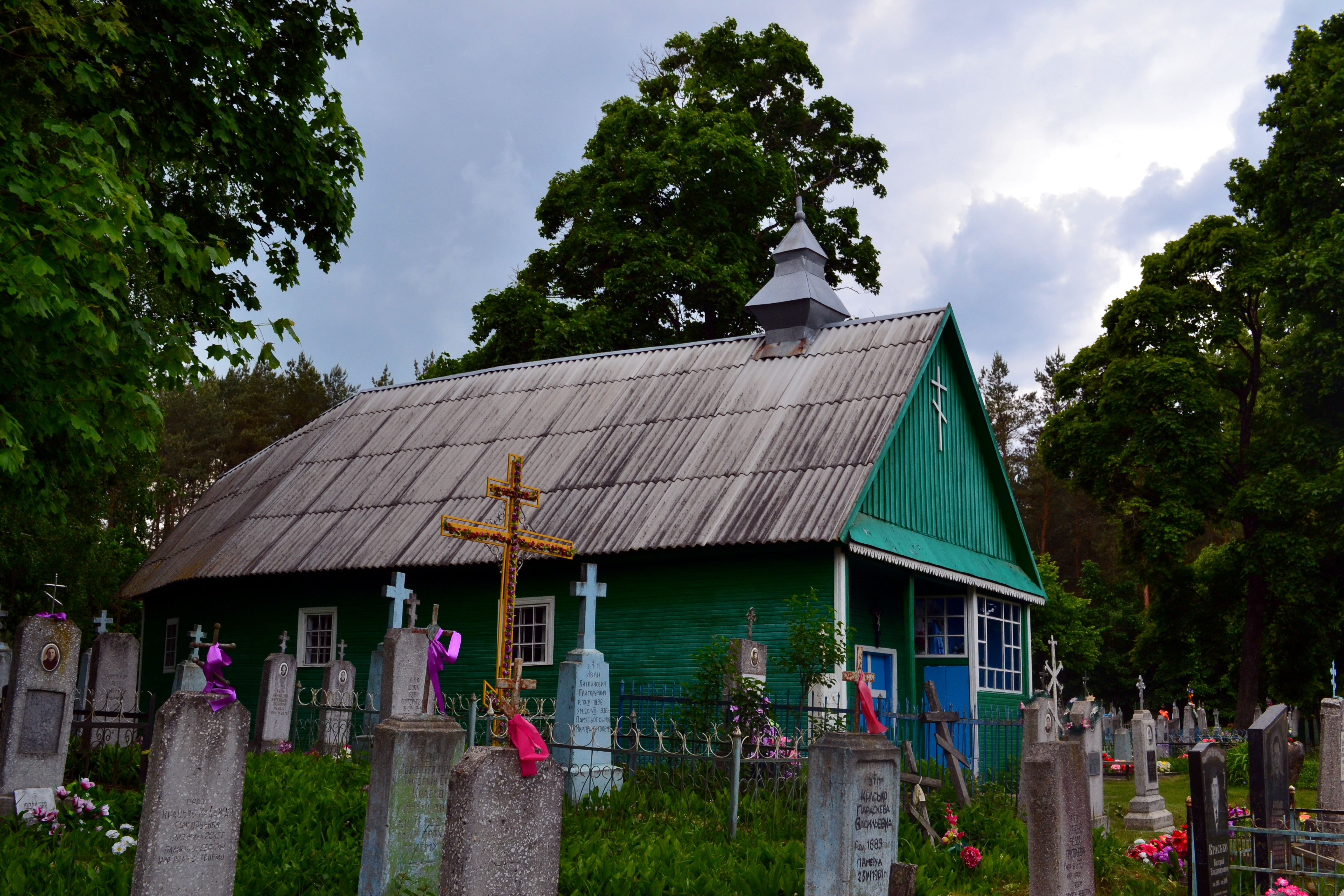
Cerkiew św. Anny w Jałowie
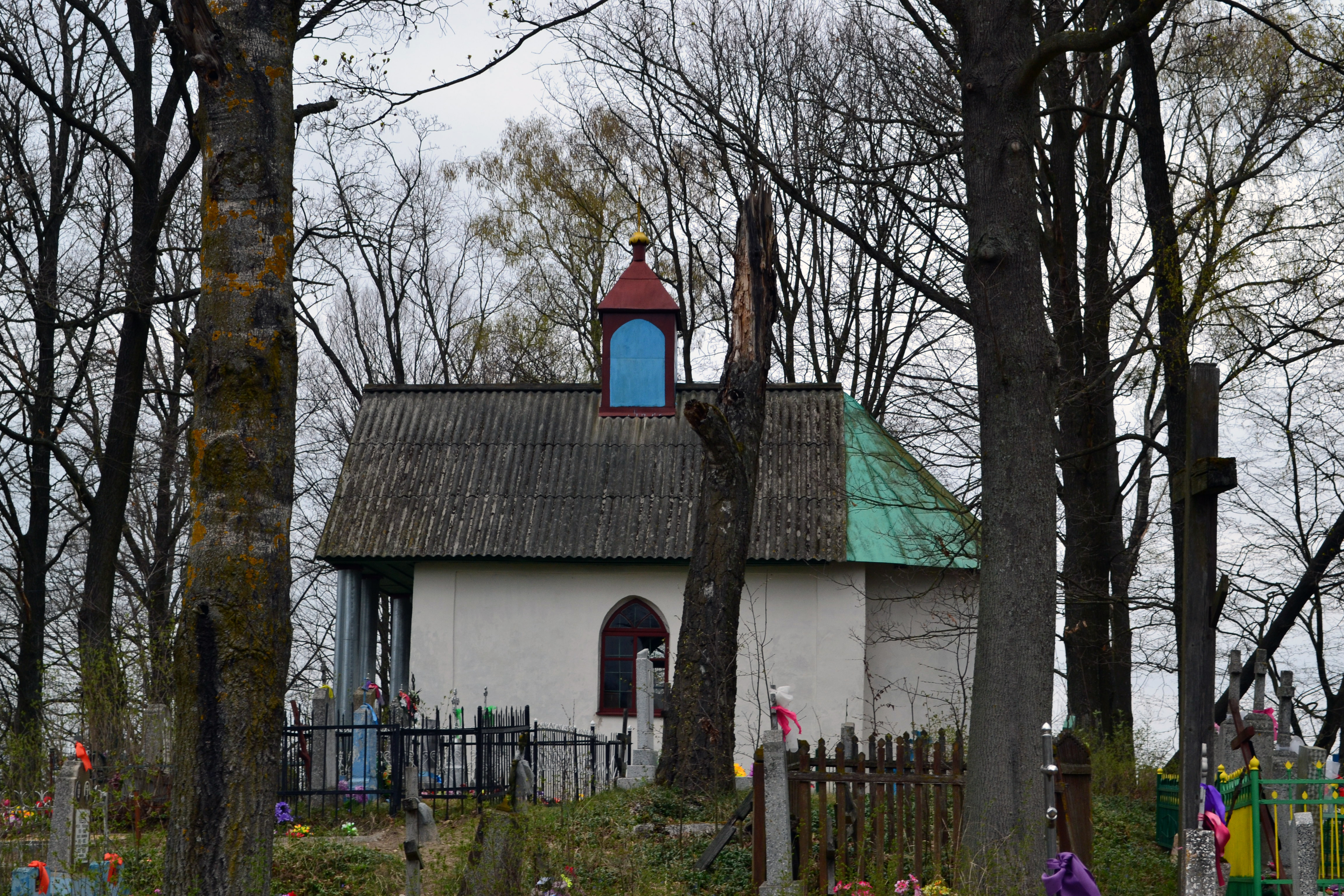
Kaplica św. Aleksandra Newskiego w Krynicy
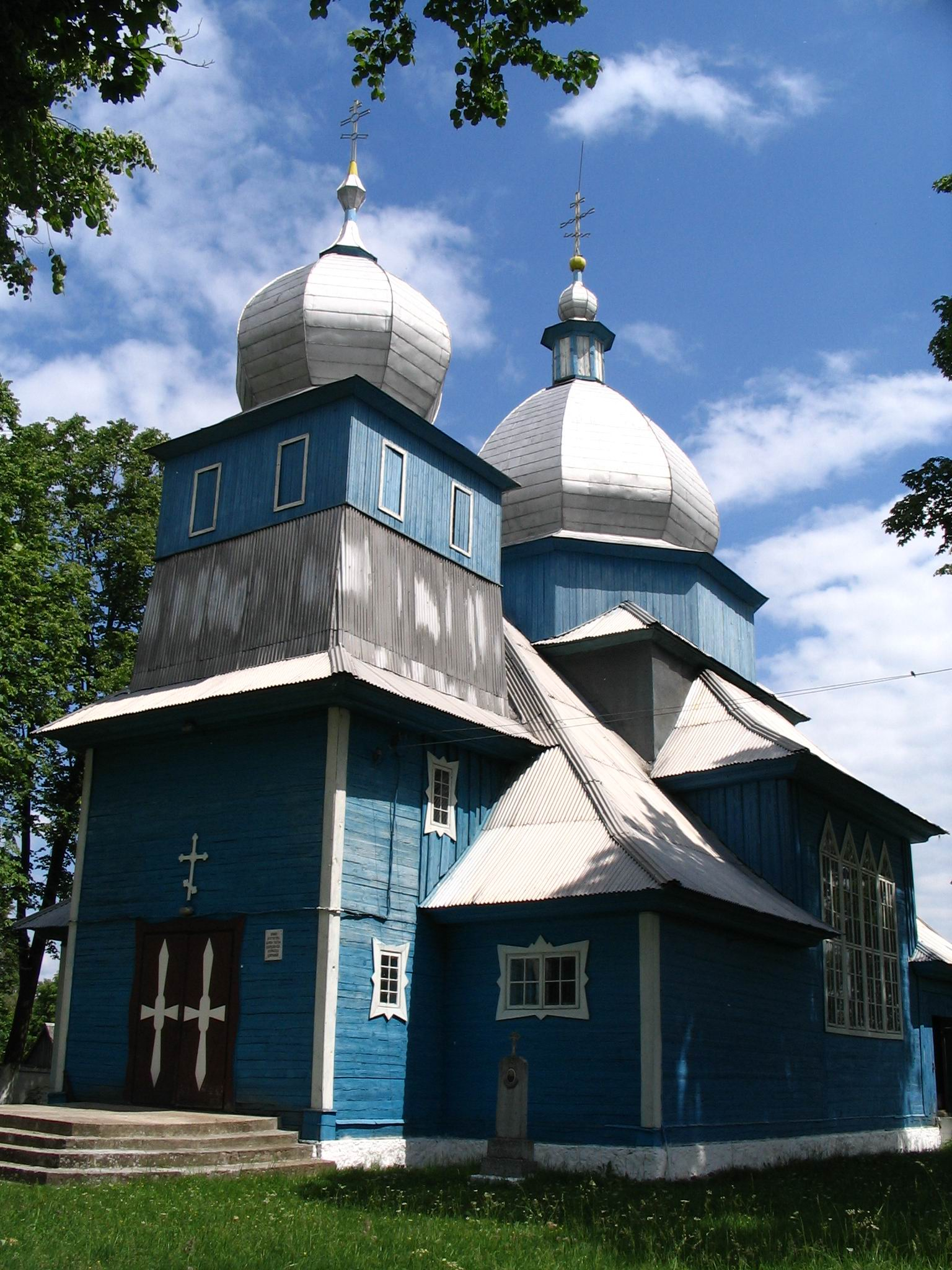
Cerkiew Narodzenia Najświętszej Maryi Panny w Łyskowie
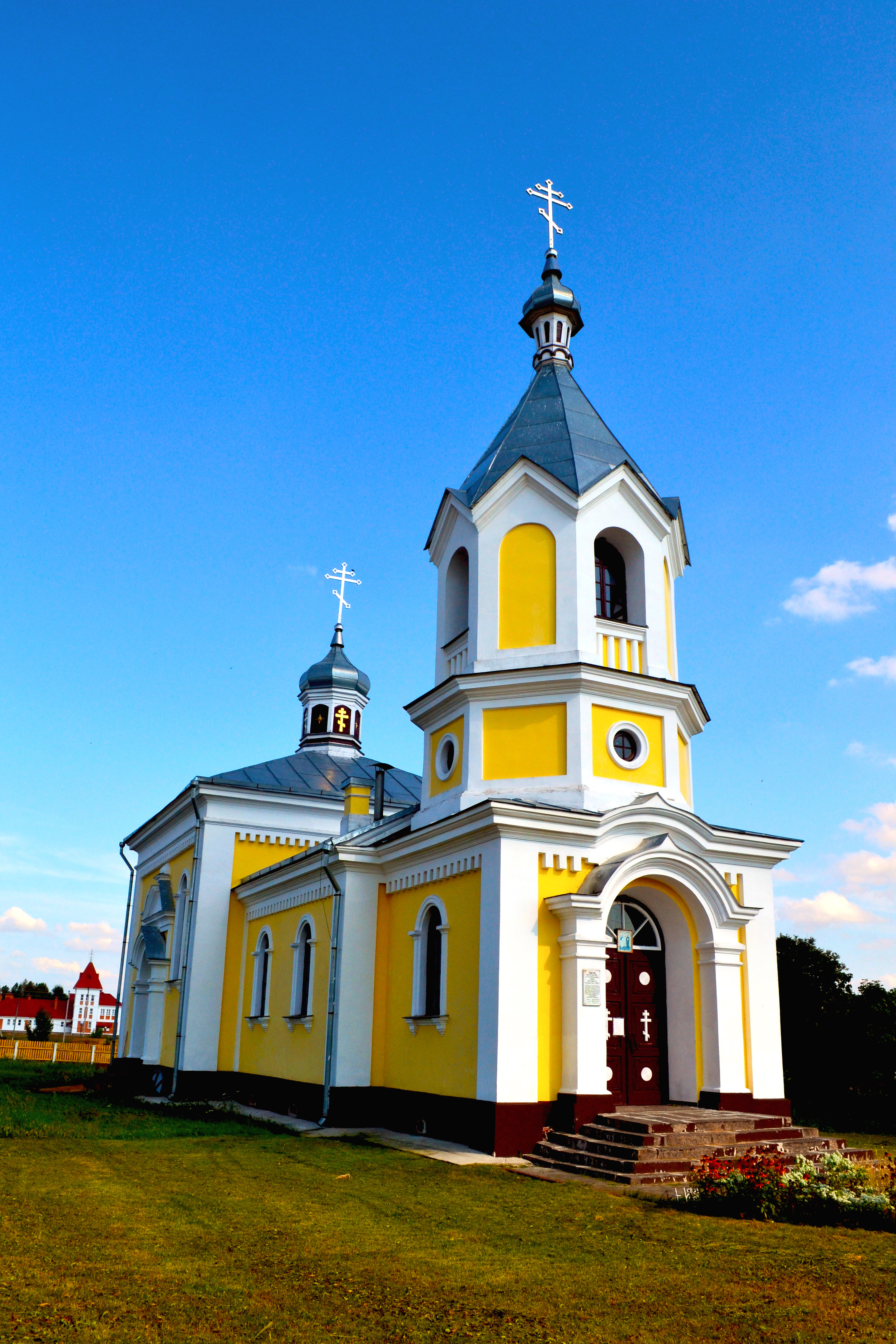
Cerkiew Świętych Piotra i Pawła w Mokrem
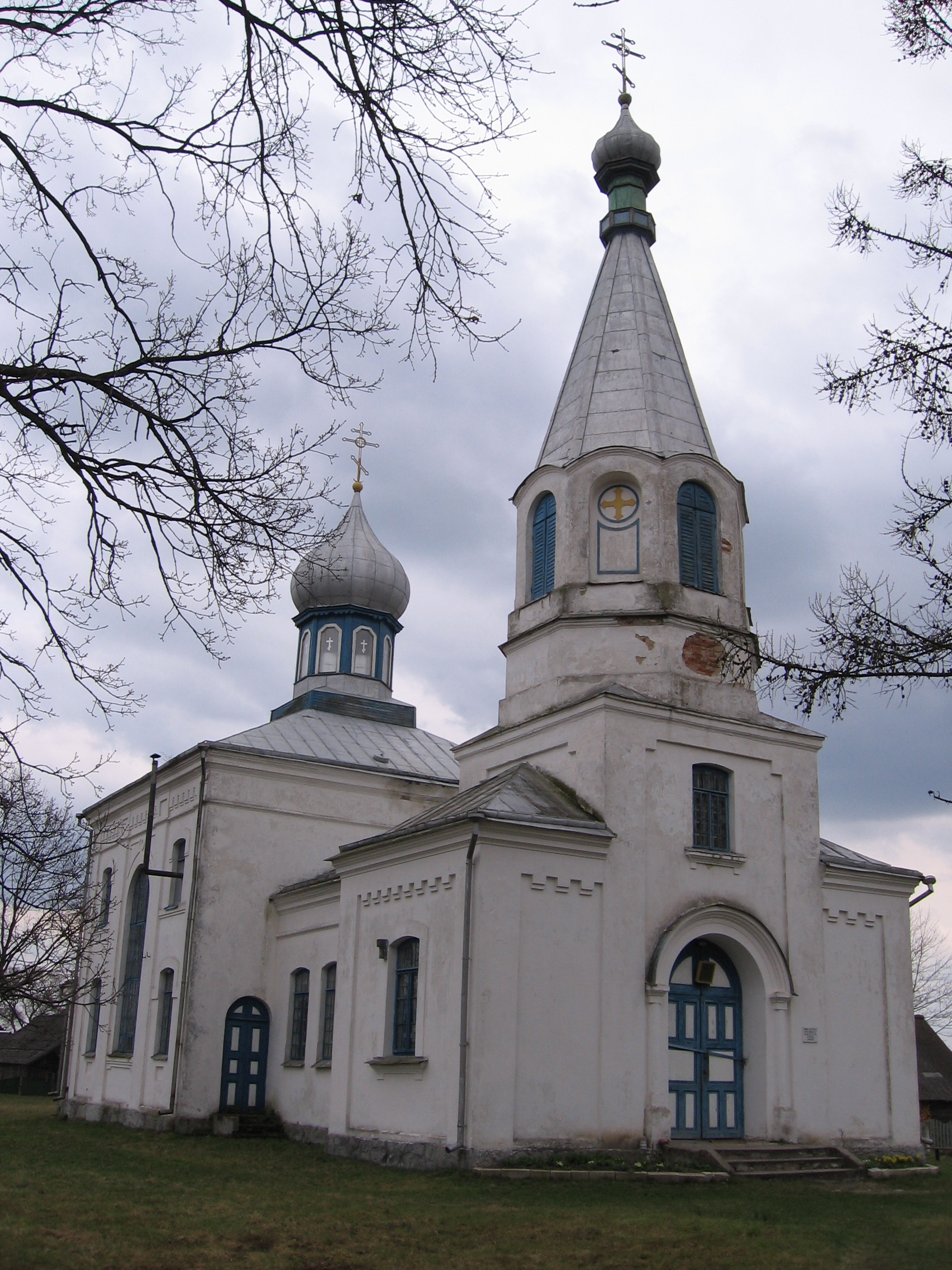
Cerkiew Podwyższenia Krzyża Pańskiego w Orańczycach
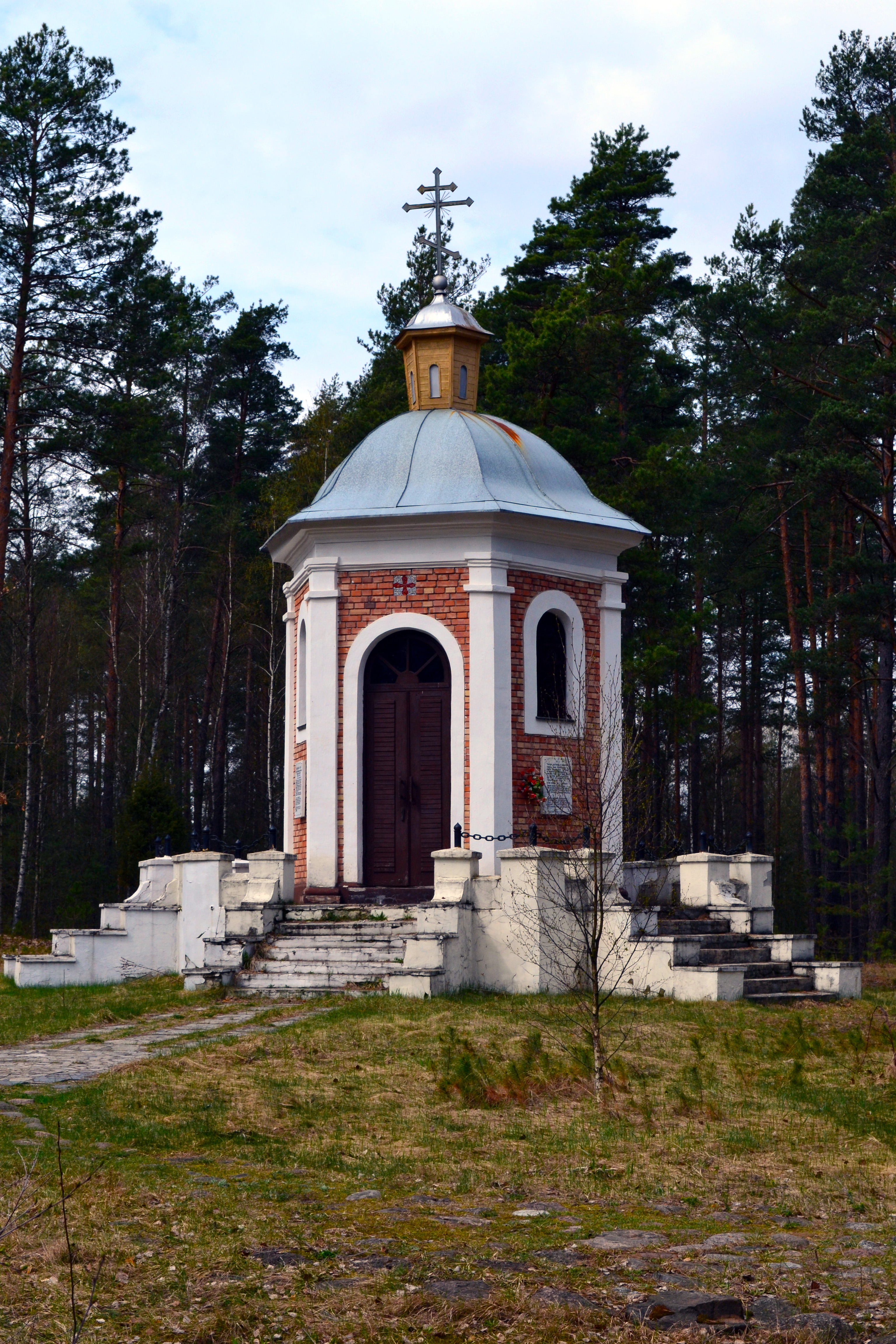
Kaplica św. Aleksandra Newskiego w Poddubnie
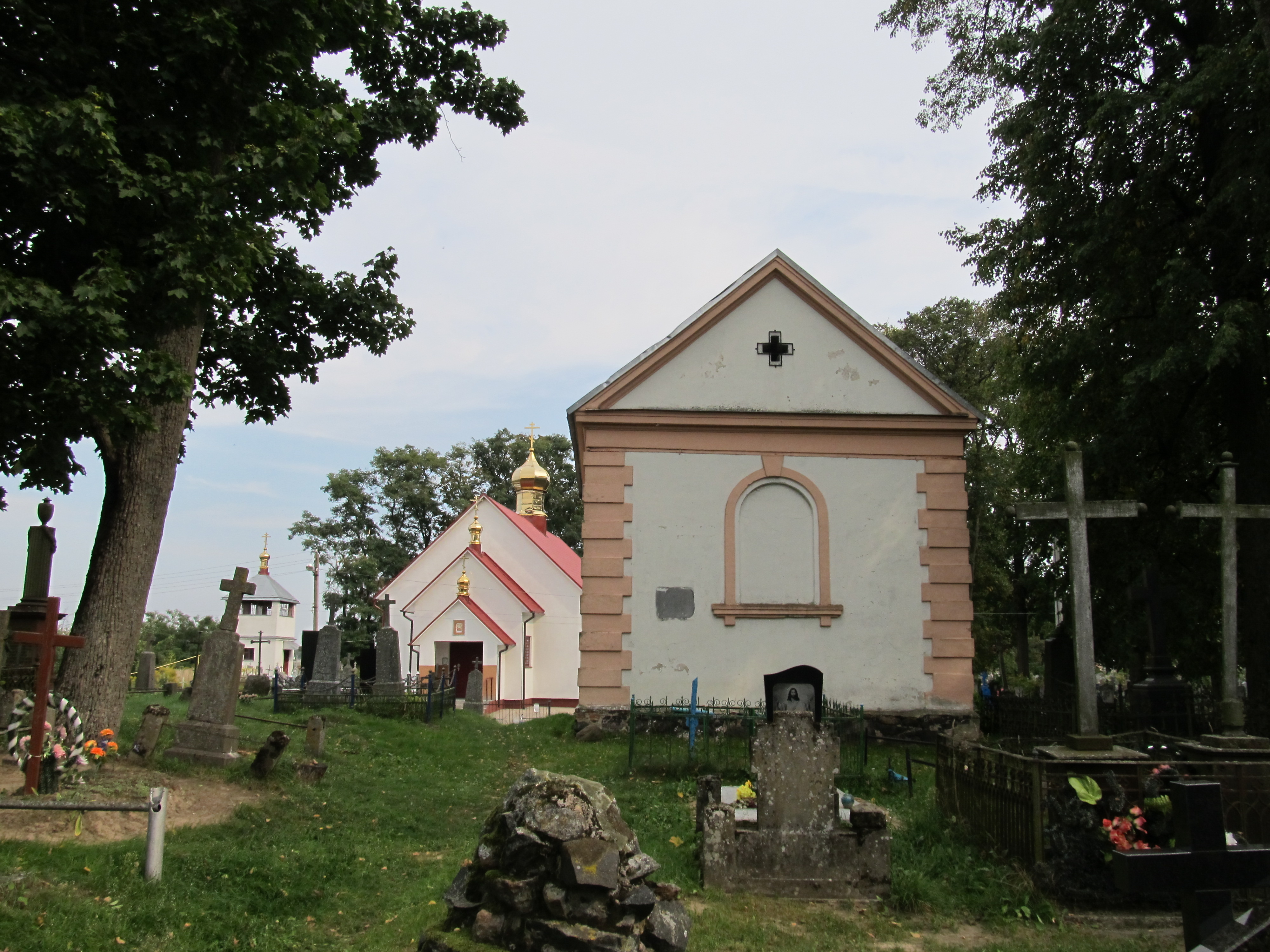
Cerkiew Przemienienia Pańskiego w Prużanie (na zdj. w głębi po lewej)
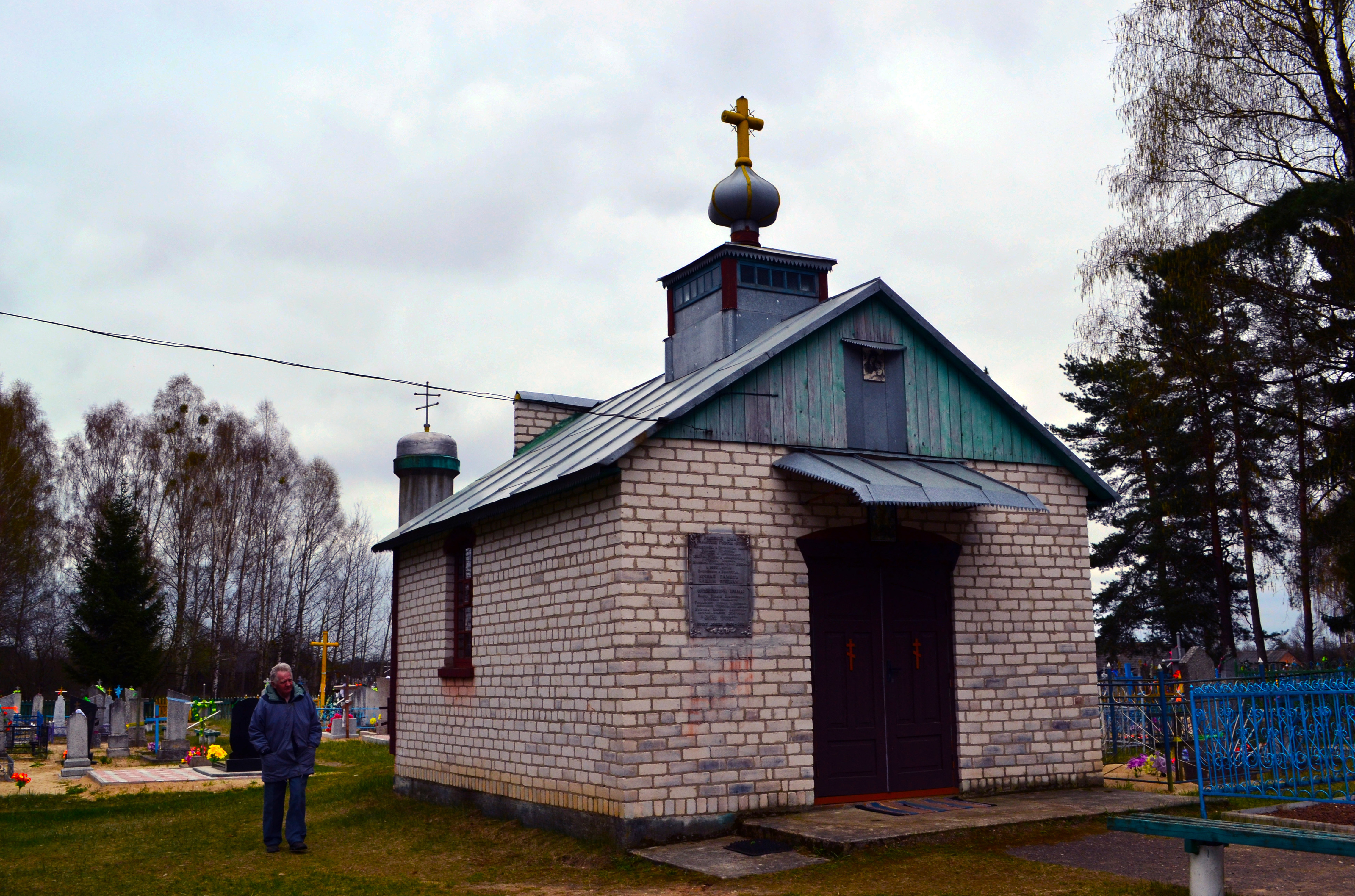
Kaplica św. Jerzego w Rowbicku
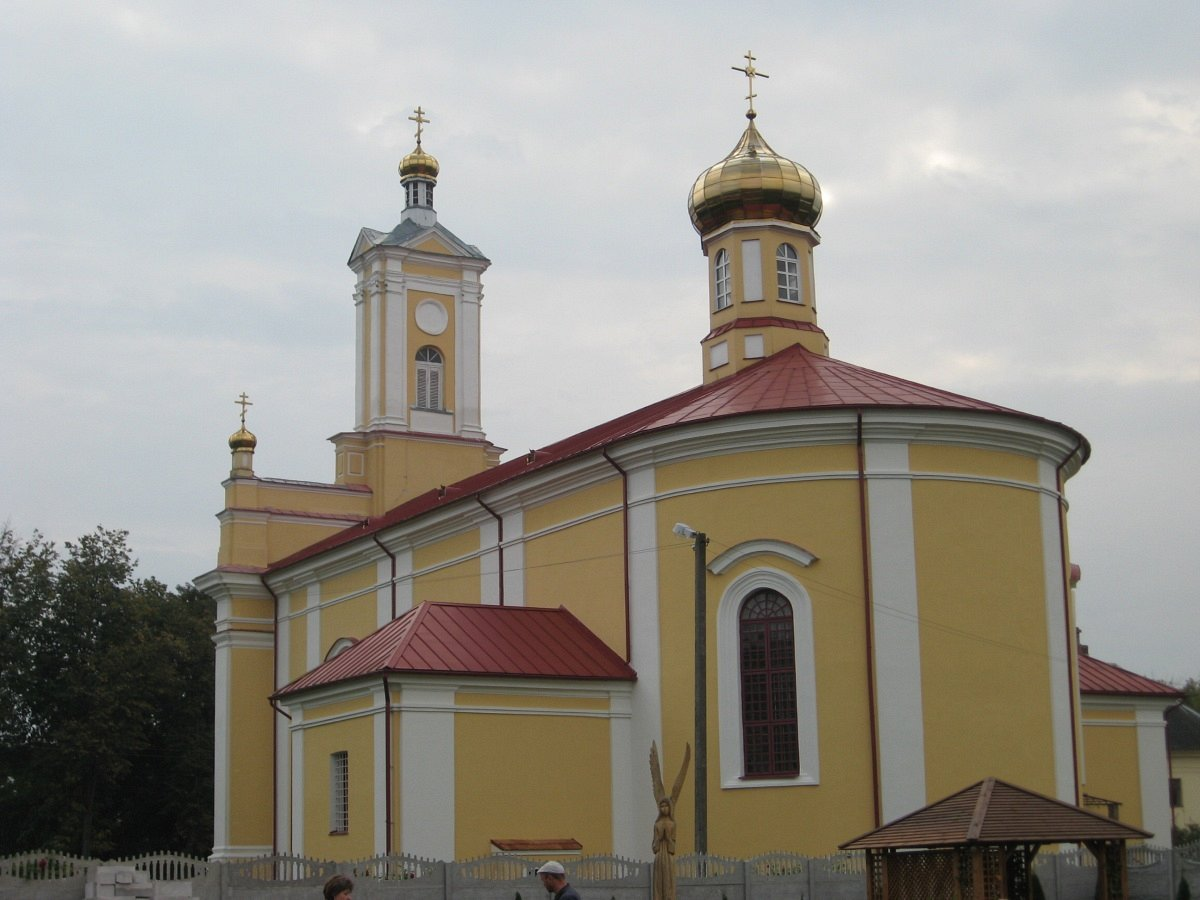
Cerkiew Świętych Piotra i Pawła w Różanie
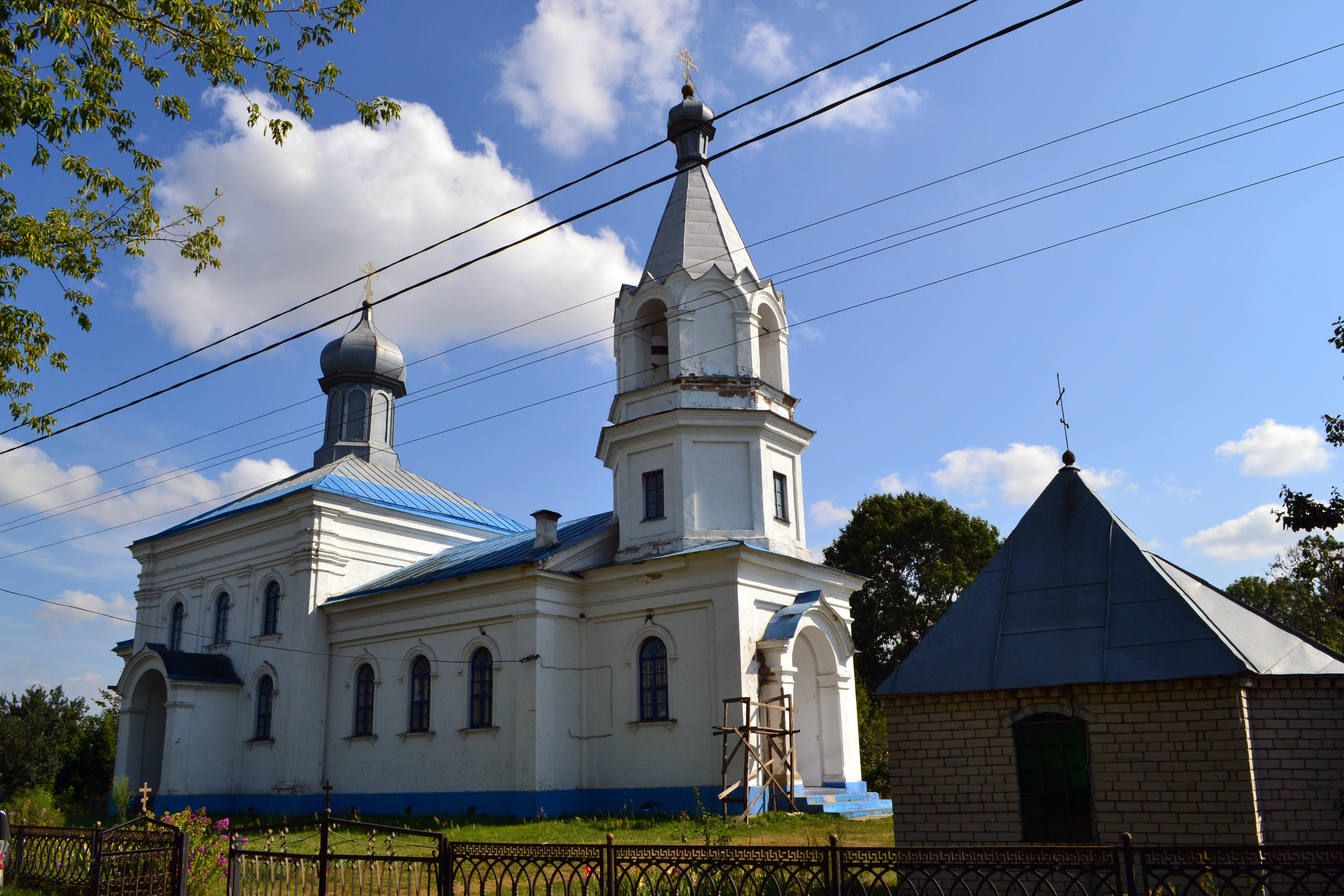
Cerkiew Opieki Matki Bożej w Rudnikach
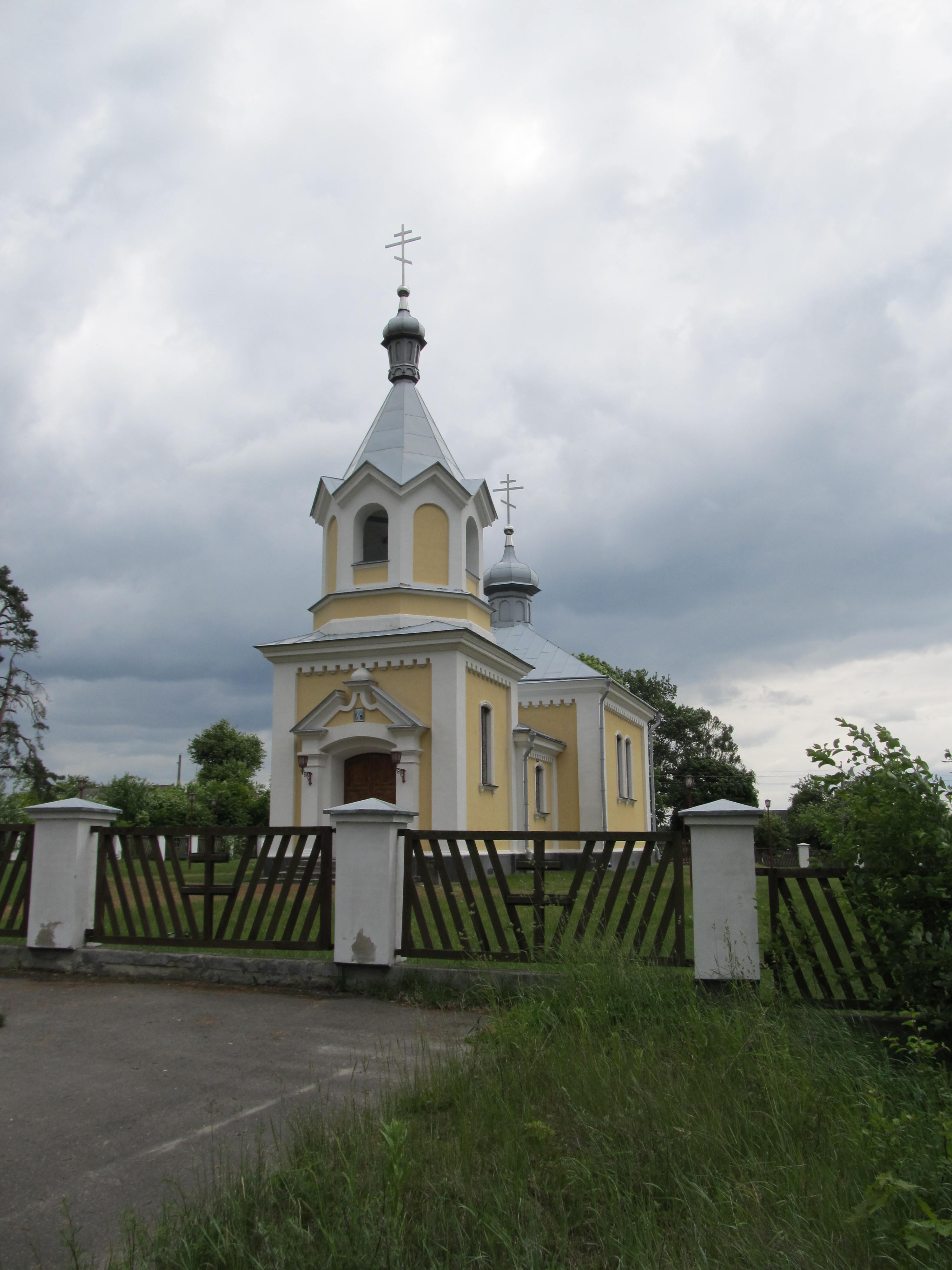
Cerkiew św. Mikołaja Cudotwórcy w Smolanicy
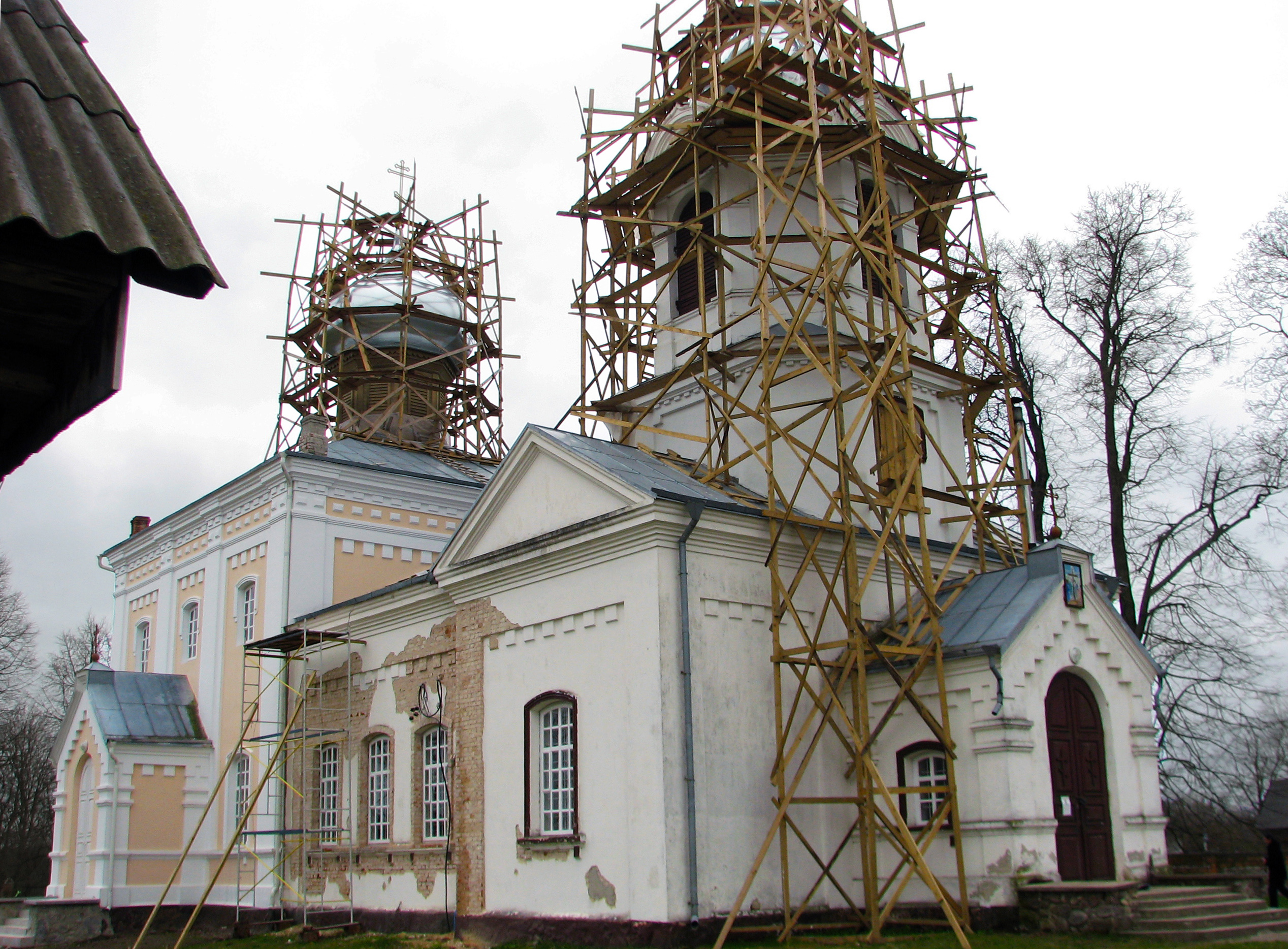
Cerkiew Podwyższenia Krzyża Pańskiego w Suchopolu
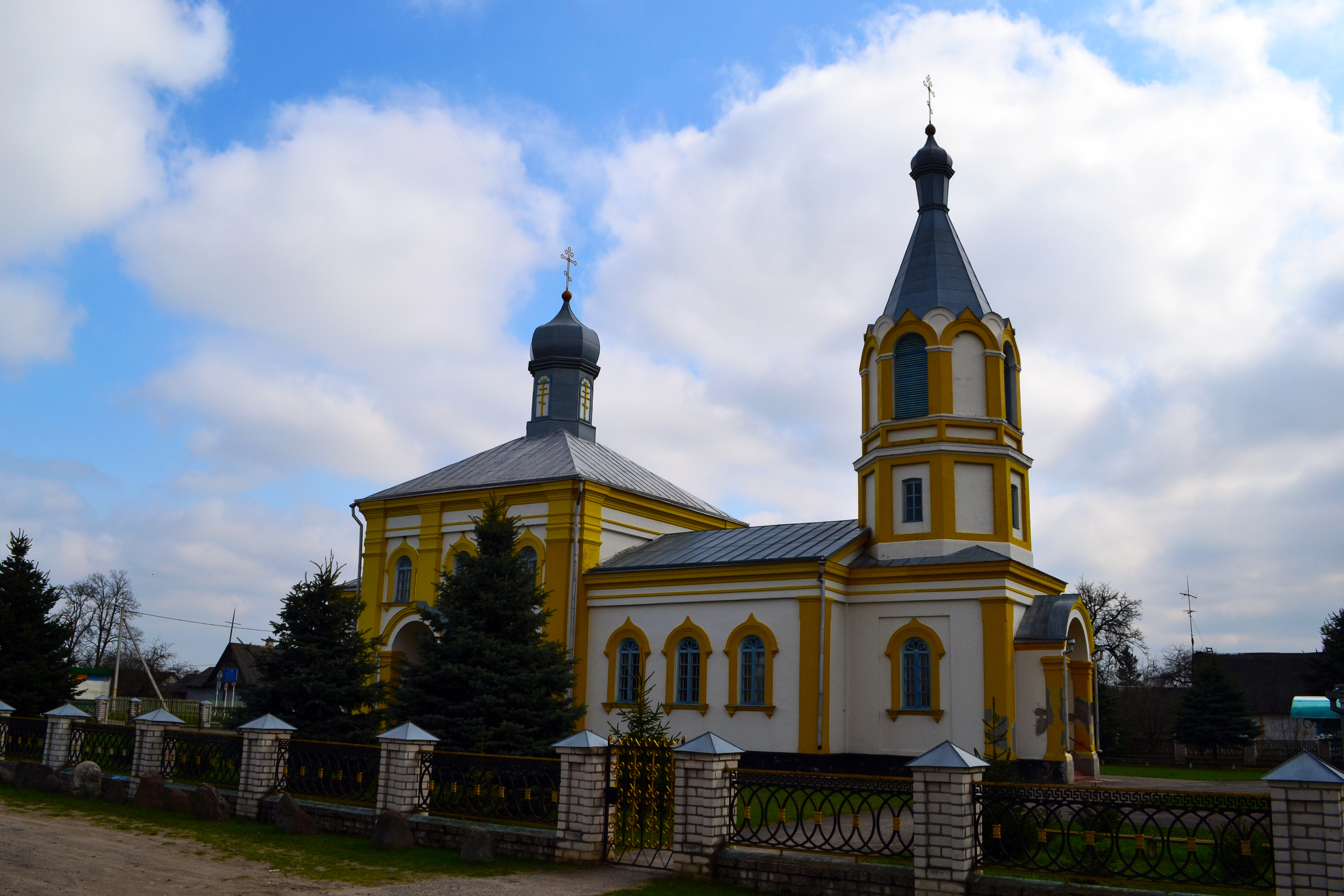
Cerkiew św. Mikołaja Cudotwórcy w Szereszowie
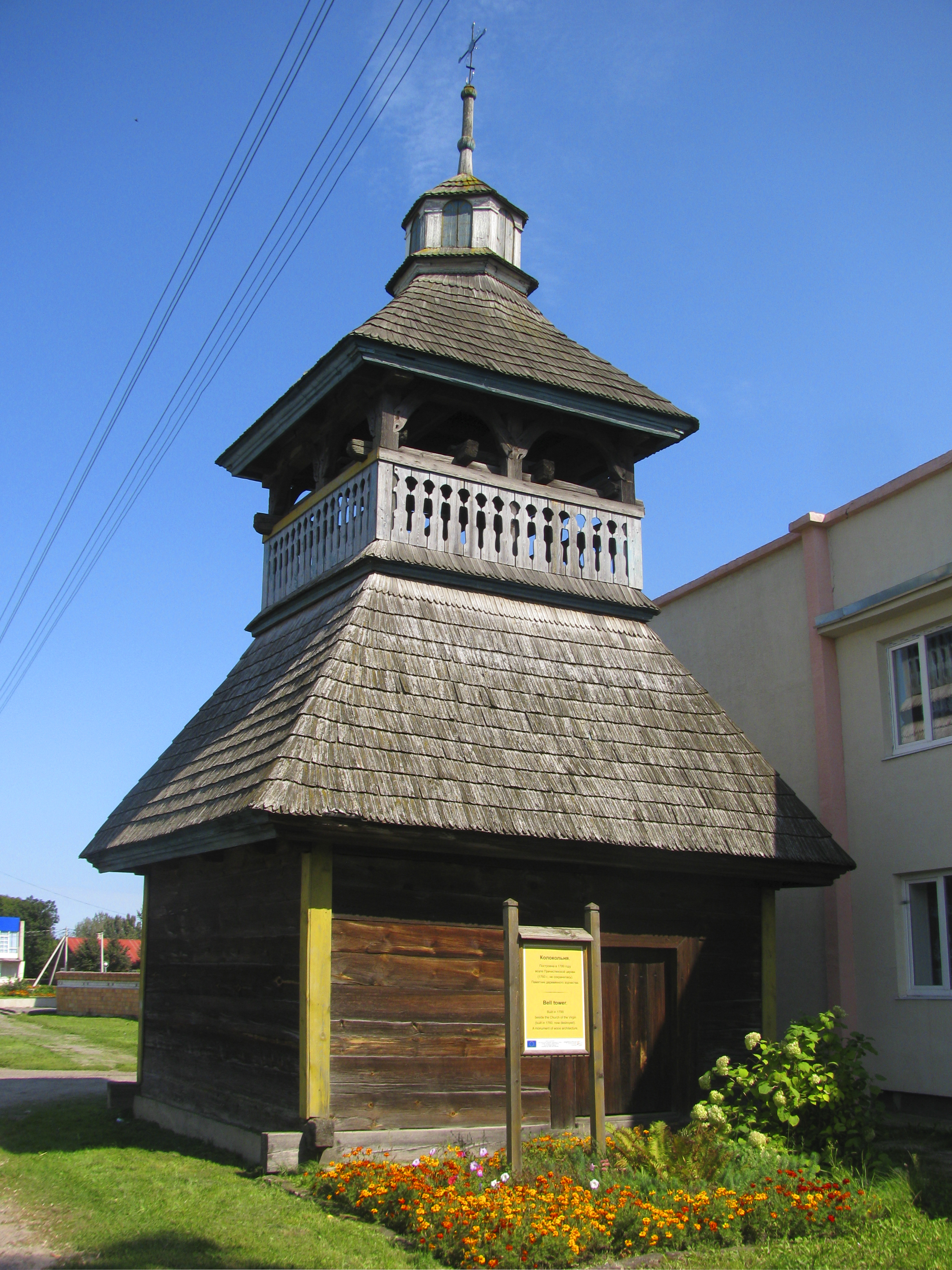
Kaplica Narodzenia Matki Bożej w Szereszowie
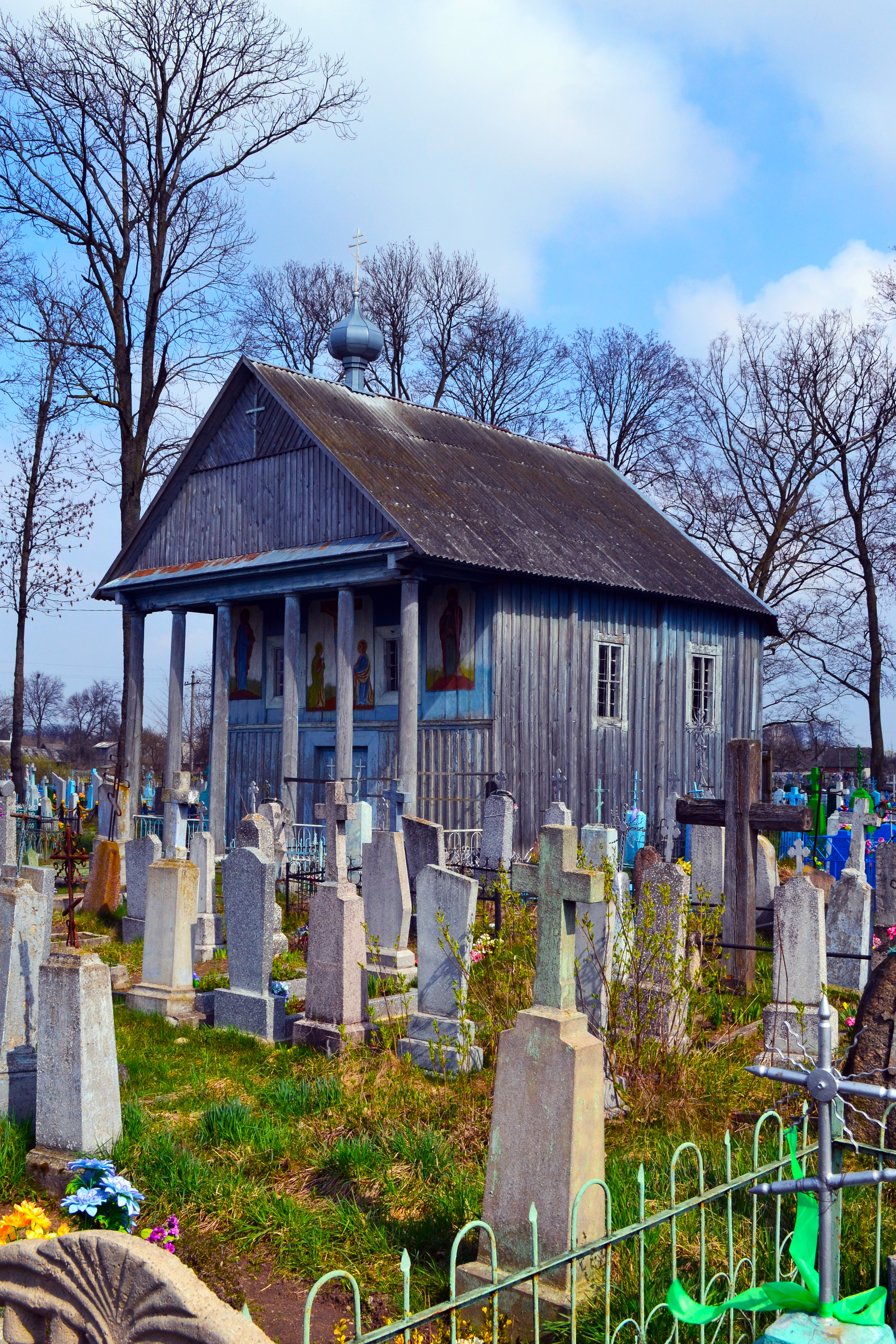
Kaplica Świętych Piotra i Pawła w Szereszowie
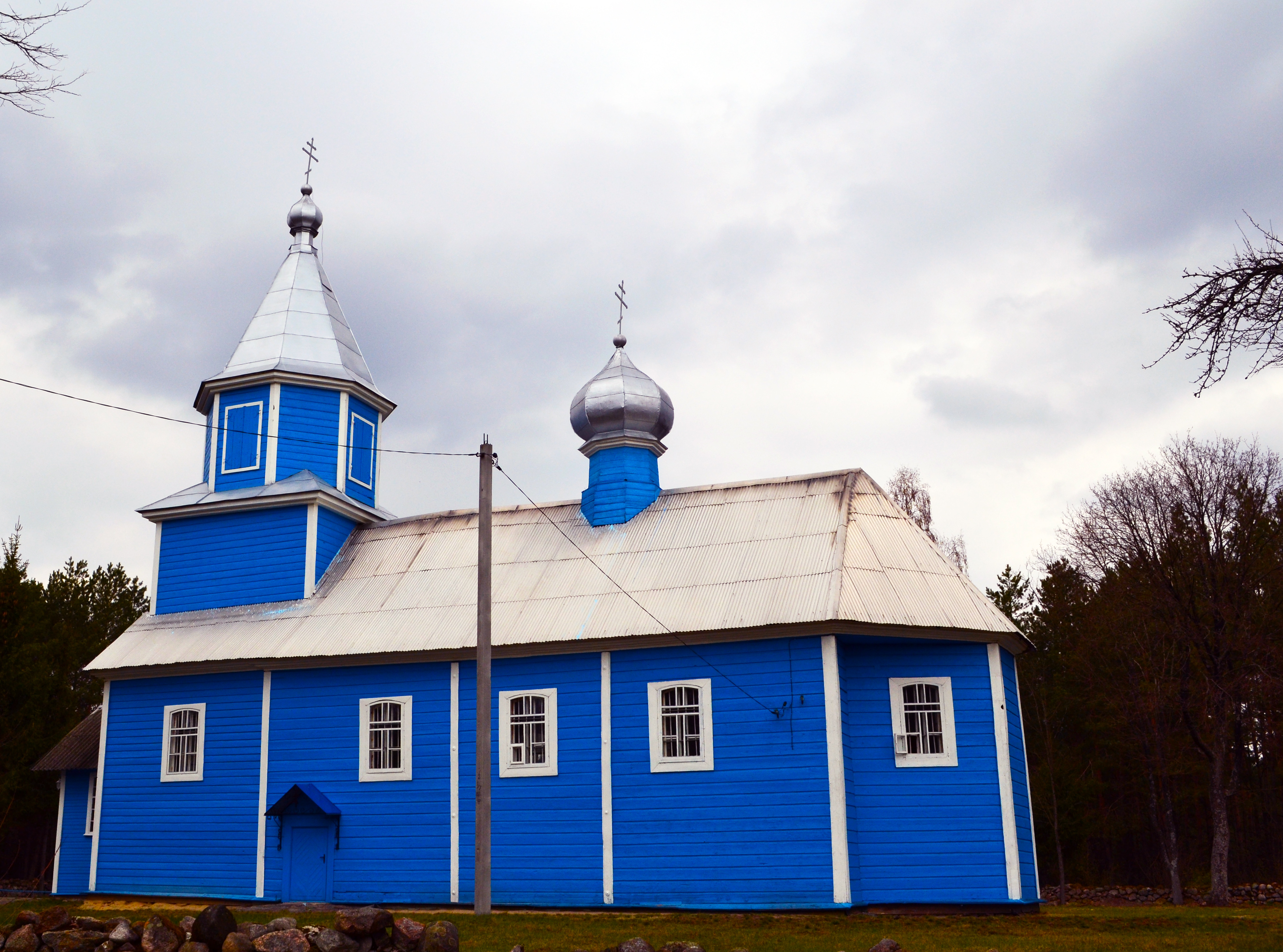
Cerkiew św. Mikołaja Cudotwórcy w Wieżnem
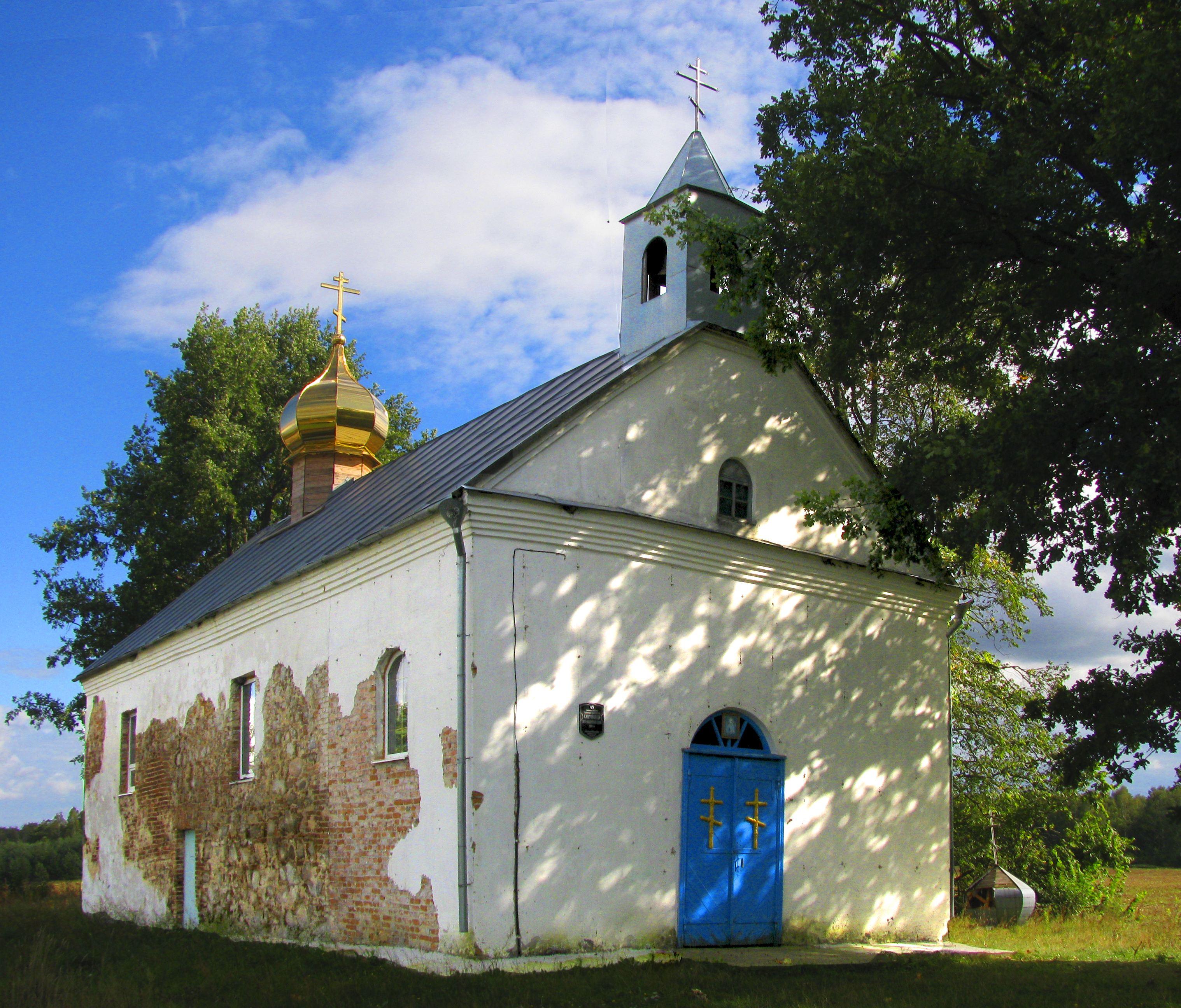
Cerkiew św. Mikołaja Cudotwórcy w Zasimowiczach
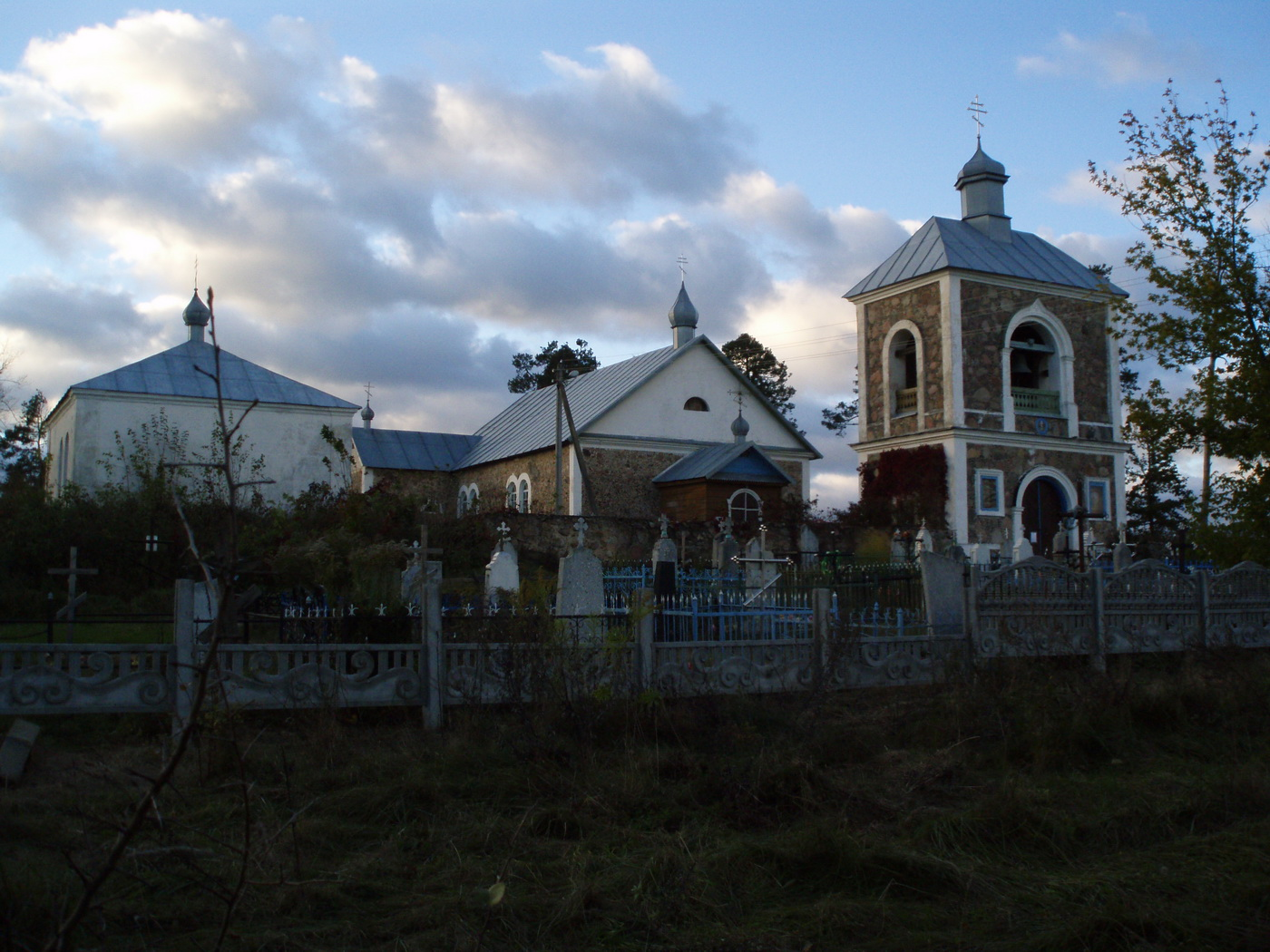
Cerkiew Podwyższenia Krzyża Pańskiego w Zelzinie